# Meridià 22 a l'oest
El meridià 22 a l'oest de Greenwich és una línia de longitud que s'estén des del pol Nord travessant l'oceà Àrtic, Groenlàndia, l'oceà Atlàntic, l'oceà Antàrtic, i l'Antàrtida fins al pol Sud.
El meridià 22 a l'oest forma un cercle màxim amb el meridià 158 a l'est. Com tots els altres meridians, la seva longitud correspon a una semicircumferència terrestre, uns 20.003,932 km. Al nivell de l'Equador, és a una distància del meridià de Greenwich de 2.449 km.

## De Pol a Pol
Començant en el pol Nord i dirigint-se cap al pol Sud, aquest meridià travessa:
| Coordenades                             | País, territori o mar            | Notes                                                |
| --------------------------------------- | -------------------------------- | ---------------------------------------------------- |
| 90° 0′ N, 22° 0′ O / 90.000°N,22.000°O  | Oceà Àrtic                       |                                                      |
| 82° 42′ N, 22° 0′ O / 82.700°N,22.000°O | Groenlàndia                      | Terra de Peary                                       |
| 82° 28′ N, 22° 0′ O / 82.467°N,22.000°O | Fiord Independence (Groenlàndia) |                                                      |
| 81° 14′ N, 22° 0′ O / 81.233°N,22.000°O | Groenlàndia                      | Passa entre Fiord Danmark i badia de Gael            |
| 73° 19′ N, 22° 0′ O / 73.317°N,22.000°O | Badia de Foster                  |                                                      |
| 72° 56′ N, 22° 0′ O / 72.933°N,22.000°O | Groenlàndia                      | Illa de la Societat Geogràfica i illa Traill         |
| 72° 24′ N, 22° 0′ O / 72.400°N,22.000°O | Oceà Atlàntic                    | Mar de Groenlàndia                                   |
| 71° 44′ N, 22° 0′ O / 71.733°N,22.000°O | Groenlàndia                      | Terra de Jameson                                     |
| 70° 29′ N, 22° 0′ O / 70.483°N,22.000°O | Oceà Atlàntic                    | Mar de Groenlàndia                                   |
| 66° 16′ N, 22° 0′ O / 66.267°N,22.000°O | Islàndia                         | Península de Vestfirðir                              |
| 65° 31′ N, 22° 0′ O / 65.517°N,22.000°O | Breiðafjörður                    |                                                      |
| 65° 23′ N, 22° 0′ O / 65.383°N,22.000°O | Islàndia                         |                                                      |
| 65° 6′ N, 22° 0′ O / 65.100°N,22.000°O  | Breiðafjörður                    |                                                      |
| 65° 1′ N, 22° 0′ O / 65.017°N,22.000°O  | Islàndia                         |                                                      |
| 64° 18′ N, 22° 0′ O / 64.300°N,22.000°O | Faxaflói                         |                                                      |
| 64° 9′ N, 22° 0′ O / 64.150°N,22.000°O  | Islàndia                         | Passa a l'oest de Reykjavík                          |
| 63° 50′ N, 22° 0′ O / 63.833°N,22.000°O | Oceà Atlàntic                    |                                                      |
| 60° 0′ S, 22° 0′ O / 60.000°S,22.000°O  | Oceà Antàrtic                    |                                                      |
| 74° 9′ S, 22° 0′ O / 74.150°S,22.000°O  | Antàrtida                        | Territori Antàrtic Britànic, reclamat per Regne Unit |